# Луиза фон Бозе

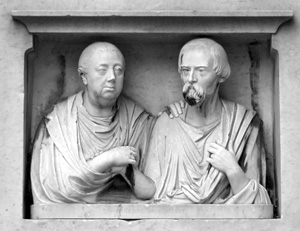
Бюст Луизы и её мужа.

Луиза Вильгельмина фон Бозе (нем. Louise von Bose, урождённая Луиза Вильгельмина фон Рейхенбах-Лессониц; 26 февраля 1813, Берлин — 3 октября 1883, Баден-Баден) — немецкая аристократка, внебрачная дочь курфюрста Гессена Вильгельма II.

## Биография
Луиза родилась 26 февраля 1813 года. Она была старшей внебрачной дочерью курфюрста Вильгельма II Гессен-Кассельского и его любовницы Эмилии Ортлепп, на которой он впоследствии женился и возвёл её в дворянство, сделав её графиней Рейхенбах-Лессониц. После Луизы, у них родилось ещё семь детей.
Луиза была конфирмована в часовне дворца Вильгельмсхёэ в 1828 году. В 1831 году, после революции в Гессене, семья переселилась во Франкфурт-на-Майне. Её отец особенно любил Луизу, ценя её ум и работоспособность, а также любящий и жизнерадостный характер. Луиза в основном жила с матерью, но затем многие годы ухаживала за больным отцом. Затем Луиза жила попеременно во Франкфурте-на-Майне, Висбадене и Баден-Бадене. Во Франкфурте она владела поместьем Гольдштейн и дворцом Райхенбах-Лессониц.
Располагая достаточными средствами, она заботилась о нуждающихся и занималась благотворительностью. В частности, в 1861 году она заложила фундамент церкви Святого Причастия и приходского дома в Грисхайме, пожертвовав 16 000 гульденов. Герб Бозе-Райхенбах-Лессониц до сих пор висит в церкви. В 1883 году на территории её имения был построен детский сад.
Луиза также покровительствовала организациям, связанным с искусством и наукой. Она основала фонд Зенкенбергского общества естественных наук во Франкфурте и «Фонд графини Луизы фон Бозе» для Марбургского университета, на средства которого впоследствии был основан Институт стоматологии.
Поскольку графиня провела детство в Касселе, проблемы местных жителей её очень волновали. Она построила дом на 50 коек для детской больницы «Zum Kind von Brabant». Луиза заботилась о гессенских учителях, их вдовах и сиротах, а также жертвовала деньги на образование нуждающихся и безпризорных детей.
Луиза умерла 3 октября 1883 года в возрасте 70 лет. После смерти она оставила городу фонд, включающий её обширную коллекцию произведений искусства, которая впоследствии легла в основу коллекций Новой галереи. В галерею также вошли личные вещи, мебель, документы и сама вилла.

## Личная жизнь
15 мая 1845 года Луиза вышла замуж за тайного советника Карла Августа фон Бозе (1814—1887). Детей у них не было.

## Память
В честь неё был построен «Музей Бозе», который располагался на Луизенштрассе в Касселе. До этого там находилась школа Августа Фрике. В нём можно увидеть рельеф Луизы фон Бозе и её мужа в виде двойного портрета, под которым высечены слова «Познай себя».
7 июля 2021 года в Касселе была открыта скульптура нью-йоркской художницы Линды Каннингем, которая также посвящена Луизе фон Бозе.